# Kardinalska imenovanja pape Inocenta XIII.
Papa Inocent XIII. za vrijeme svoga pontifikata (1721. – 1724.) održao je 2 konzistorija na kojima je imenovao ukupno 3 kardinala.

## Konzistorij 16. lipnja 1721. (I.)
1. Bernardo Maria Conti, O.S.B.Cas., bivši teracinski biskup

## Konzistorij 16. srpnja 1721. (II.)
1. Guillaume Dubois, kambrajski nadbiskup, Francuska
2. Alessandro Albani, O.S.Io.Hieros., klerik Apostolske komore